# Arnold (Nottinghamshire)
Arnold – miasto w Anglii, w hrabstwie Nottinghamshire, w dystrykcie Gedling. Leży 7 km na północny wschód od miasta Nottingham i 181 km na północ od Londynu. Miasto liczy 35 900 mieszkańców.